# Radio de TV

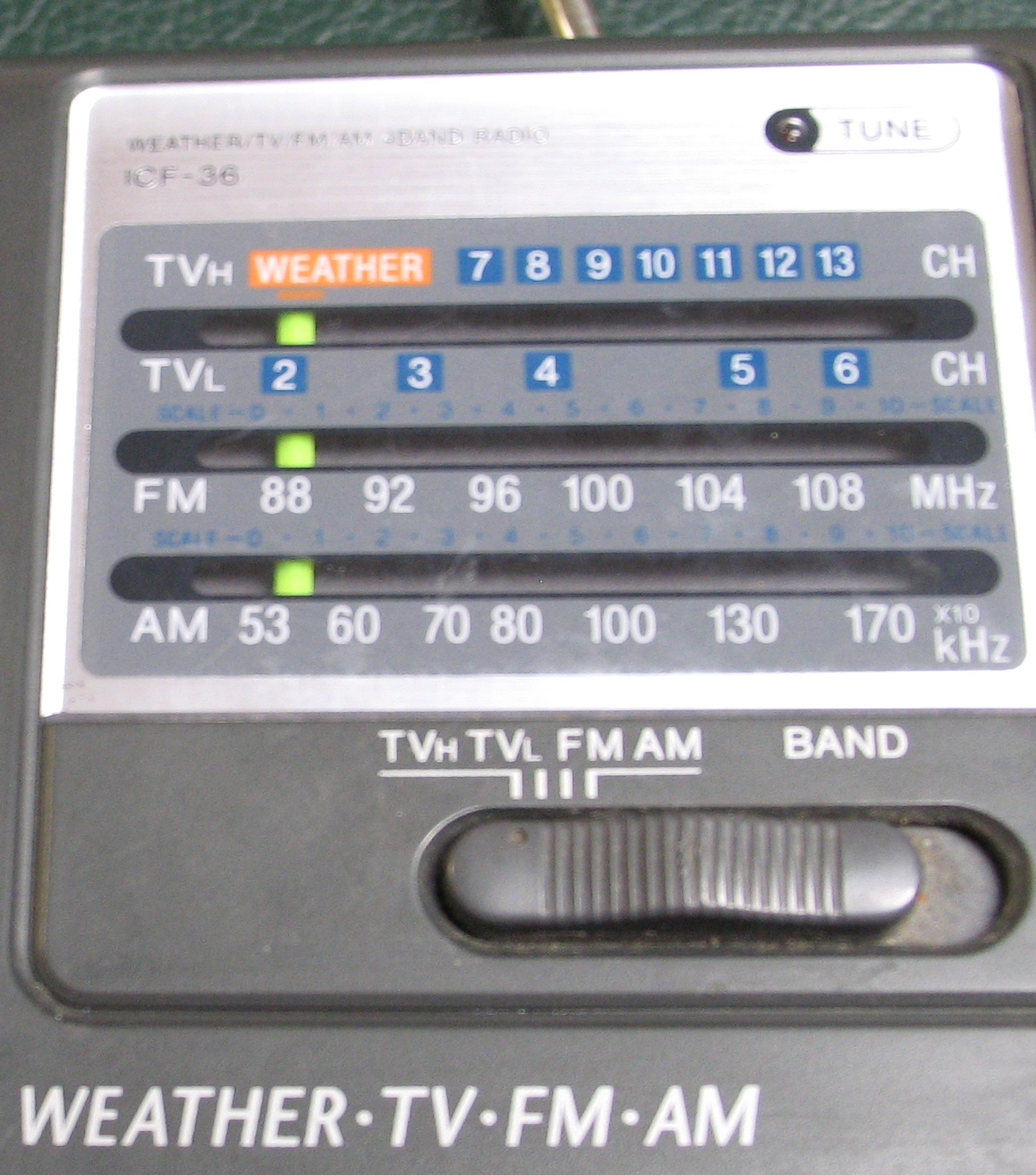
Vista cercana de las bandas de audio de una radio de TV portátil Sony ICF-36, fabricada en 2001. Las bandas de audio de la TV están obsoletas y no son utilizables con canales de televisión digital.

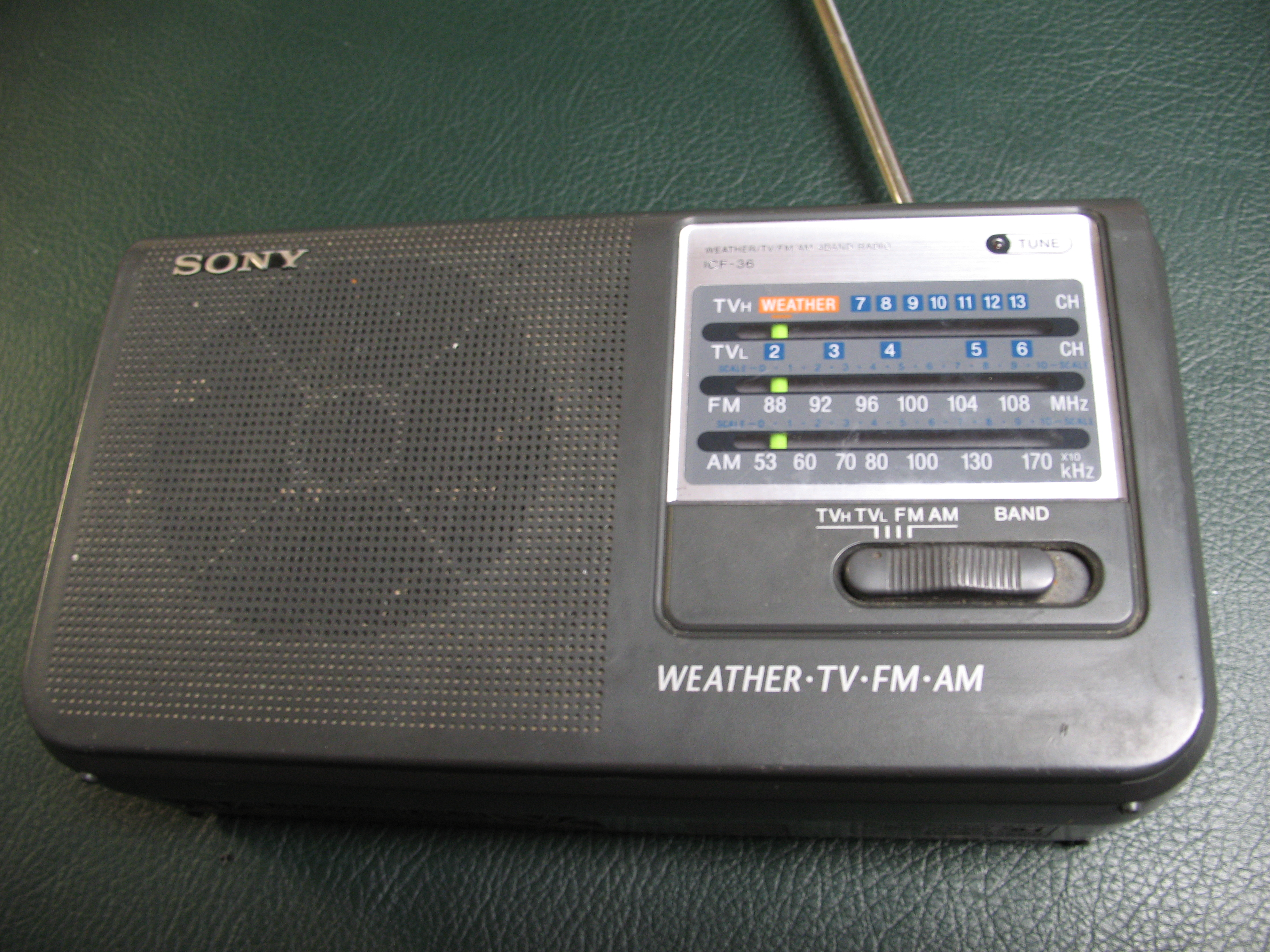
Vista general de la radio de TV portátil.

La radio de televisor, también conocido simplemente como radio de TV o radio de tele, son comunes para un tipo de televisor/receptor de radio unidad de combo que puede reproducir la parte de audio de un canal de televisión. 

## Sintonización analógica de audio de TV analógica
Para el estándar de televisión analógica cada vez más raro, el audio para cada canal de televisión se emite en una banda de frecuencia separada cerca de la banda de frecuencia de la señal de vídeo (consulte el artículo NTSC, esquema de modulación de transmisión). Esta señal de audio se puede oír separada del vídeo, utilizando radios FM analógicas estándar equipadas con los circuitos de sintonización adecuados.

## Problemas de diseño para la sintonización de audio de TV digital
Después de la transición relativamente reciente de muchos países a la televisión digital, ningún fabricante de receptores de radio ha desarrollado un método alternativo para reproducir sólo la parte de audio de los canales de televisión digital. (La radio DTV no es lo mismo).
Los radiodifusores DTV pueden transmitir múltiples programas de video separados sobre una frecuencia de canal en un subcanal digital, por lo que es necesario que una radio portátil equipada con un decodificador de audio digital haga más que simplemente sintonizar la frecuencia como con los receptores analógicos más antiguos. También necesita proporcionar una forma para que el oyente elija entre estos subcanales digitales, generalmente etiquetados como * .1, * .2, * .3, etc., en televisores digitales con sintonizadores ATSC. Esto es posible utilizando un dial de sintonización analógico para sintonizar una emisión de televisión digital, junto con un botón para seleccionar el subcanal digital.
La sintonización de frecuencia analógica directa de la televisión digital se complica aún más por el hecho de que la difusión de televisión digital permite el uso de números de canales virtuales que están separados del canal de frecuencia de emisión real. De esta manera, en un receptor totalmente digital, puede parecer que una estación esté en el canal 13 de VHF, pero en realidad se emite en el canal UHF 33. Esta complejidad está oculta a los usuarios de receptores totalmente digitales, pero estaría expuesta al usuario de un análogo Sintonizador con un selector de subcanal.
Un sistema de ajuste completamente digital puede ocultar estas complejidades del usuario, pero normalmente un sintonizador digital tiene que realizar una función de exploración de canal especial para encontrar emisiones digitales disponibles. Para una persona que viaja largas distancias con una radio de audio digital sintonizada, sería necesario revisar periódicamente los canales disponibles para encontrar nuevas emisoras.